# Prêmio MTV Miaw para Ícone Miaw
O Prêmio MTV Miaw para Ícone Miaw é o prêmio competitivo de maior prestígio apresentado anualmente no MTV Millennial Awards Brasil, uma premiação criada pelo canal de televisão brasileiro MTV, para reconhecer os melhores músicos, influenciadores e entretenimento da geração millennial.
Felipe Neto foi o primeiro a receber o prêmio em 2018. Pabllo Vittar tem o maior número de indicações na categoria com quatro.

## Vencedores e indicados
Legenda:
     Vencedor(a)

### Década de 2010

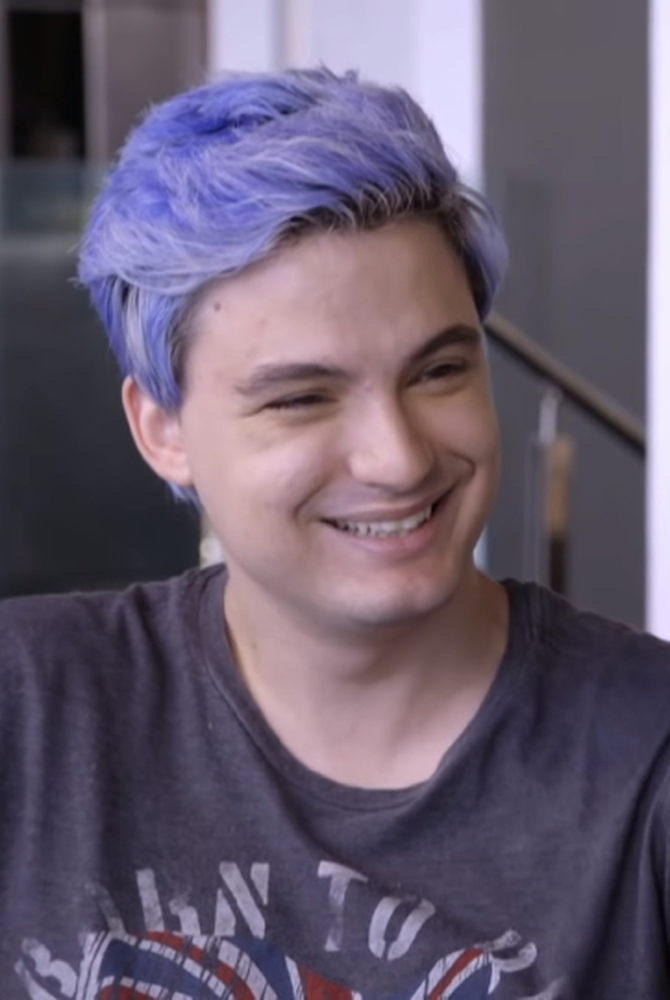
Felipe Neto, vencedor inaugural

| Ano  | Artista           | Ref.  |
| ---- | ----------------- | ----- |
| 2018 | Felipe Neto       | [ 1 ] |
| 2018 | Anitta            | [ 1 ] |
| 2018 | KondZilla         | [ 1 ] |
| 2018 | MC Kevinho        | [ 1 ] |
| 2018 | Nego do Borel     | [ 1 ] |
| 2018 | Neymar            | [ 1 ] |
| 2018 | Pabllo Vittar     | [ 1 ] |
| 2018 | Whindersson Nunes | [ 1 ] |
| 2019 | Bruna Marquezine  | [ 2 ] |
| 2019 | Gisele Bündchen   | [ 2 ] |
| 2019 | KondZilla         | [ 2 ] |
| 2019 | Sabrina Sato      | [ 2 ] |
| 2019 | Taís Araújo       | [ 2 ] |
| 2019 | Whindersson Nunes | [ 2 ] |

### Década de 2020
| Ano  | Artista          | Ref.  |
| ---- | ---------------- | ----- |
| 2020 | Manu Gavassi     | [ 3 ] |
| 2020 | Atila Iamarino   | [ 3 ] |
| 2020 | Babu Santana     | [ 3 ] |
| 2020 | Emicida          | [ 3 ] |
| 2020 | Felipe Neto      | [ 3 ] |
| 2020 | Ludmilla         | [ 3 ] |
| 2020 | Maisa Silva      | [ 3 ] |
| 2020 | Pabllo Vittar    | [ 3 ] |
| 2021 | Juliette         | [ 4 ] |
| 2021 | Ítalo Ferreira   | [ 4 ] |
| 2021 | Larissa Manoela  | [ 4 ] |
| 2021 | Maisa            | [ 4 ] |
| 2021 | Pequena Lô       | [ 4 ] |
| 2021 | Rebeca Andrade   | [ 4 ] |
| 2021 | Sasha Meneghel   | [ 4 ] |
| 2021 | Virgínia Fonseca | [ 4 ] |
| 2022 | Gkay             | [ 5 ] |
| 2022 | Anitta           | [ 5 ] |
| 2022 | Casimiro         | [ 5 ] |
| 2022 | Gloria Groove    | [ 5 ] |
| 2022 | Linn da Quebrada | [ 5 ] |
| 2022 | Mano Brown       | [ 5 ] |
| 2022 | Pabllo Vittar    | [ 5 ] |
| 2022 | Paulo André      | [ 5 ] |

## Artistas com mais indicações
3 indicações
- Pabllo Vittar

2 indicações
- Anitta
- Felipe Neto
- KondZilla
- Maisa Silva
- Whindersson Nunes